# Adriana Albino
Adriana María Albino (* 5. Juni 1960 in La Plata, Provinz Buenos Aires) ist eine argentinische Wirbeltier-Paläontologin. Ihr Forschungsschwerpunkt sind fossile Schuppenkriechtiere (Eidechsen, Doppelschleichen und insbesondere Schlangen).

## Leben
Albino forscht seit 1984 über fossile Eidechsen und Schlangen. Nach ihrer Licenciatura in Biologíe (mit Ausrichtung Zoologie) an der Facultad de Ciencias Naturales y Museo der Universidad Nacional de La Plata (FCNyM-UNLP) wurde sie 1989 unter der Leitung von Zulma Brandoni de Gasparini mit der Dissertation Los Booidea (Reptilia: Serpientes) extinguidos del territorio argentino über die ausgestorbenen Boaartigen (Booidea) Argentiniens an der gleichen Institution zum Doktor in den Naturwissenschaften promoviert. Von ihren letzten Jahren als Doktorandin bis 1998 arbeitete sie als Dozentin in der Biologieabteilung der Universidad Nacional del Comahue (UNCo).
1998 wurde Albino als Mitarbeiterin des Consejo Nacional de Investigaciones Científicas y Técnicas (CONICET) unabhängige, leitende Forscherin in der Abteilung für Biologie der Universidad Nacional de Mar del Plata (UNMdP) sowie Kuratorin der herpetologischen Sammlung der UNMdP in der Abteilung Osteologie. Die Forschungsarbeiten zur Paläoherpetologie entwickelten sich kontinuierlich, wobei der Schwerpunkt eindeutig auf der Gruppe der Schuppenkriechtiere (Eidechsen, Doppelschleichen und Schlangen) lag. Die ersten Arbeiten wurden an Material aus archäologischen Stätten in der Provinz Buenos Aires im Rahmen der Projekte des Laboratorio de Arqueología Regional Bonaerense (LARBO) durchgeführt und trugen zur Systematik und Beschreibung der zahlreichen Eidechsen- und Schlangenüberreste aus der Cueva Tixi und der Cueva El Abra bei. 
Obwohl sich Albinos Anfänge auf das Studium von Schlangen aus der Kreidezeit konzentrierten, weitete sie ihre Tätigkeit zwischen 1999 und 2004 auf das Studium von Schlangen und Eidechsen aus dem Känozoikum aus. Sie veröffentlichte mehr als 70 wissenschaftliche Arbeiten und mehrere Buchkapitel. Die Analyse von unbeschriebenen Fossilien, die aus Feldarbeiten in Patagonien und der Überarbeitung von altem Material stammten, trug wesentlich zum Fortschritt der Forschung über die Evolution der Schlangen und Eidechsen Südamerikas bei.
Eine Schülerin von Albino ist die Paläontologin Laura Natalia Triviño, die 2018 bei ihr promoviert wurde.

## Erstbeschreibungen von Adriana Albino
- Alamitophis Albino, 1986[1]
- Patagoniophis Albino, 1986[1]
- Rionegrophis Albino, 1986[1]
- Waincophis Albino, 1987[2]
- Chubutophis Albino, 1993[3]
- Gaimanophis Albino, 1996[4]
- Seismophis Hsiou, Albino, Medeiros & Santos, 2013[5]
- Lunaophis Albino, Carrillo-Briceño & Neenan, 2016[6]
- Gaimanophis powelli Albino, 2017[7]
- Amaru Albino, 2018[8]
- Powellophis Garberoglio, Triviño & Albino, 2022[9]